# Sophie Bradley
Sophie Elizabeth Bradley-Auckland  (Nottingham, 20 de outubro de 1989) é uma futebolista britânica que atua como defensora.

## Carreira
Sophie Bradley integrou o elenco da Seleção Britânica de Futebol Feminino, nas Olimpíadas de 2012.